# Dongfeng Fengdu MX3
Dongfeng Fengdu MX3 — компактный кроссовер, выпускающийся суббрендом Dongfeng Fengdu с 2017 года.

## Описание
MX3 дебютировал в 2017 году на Шанхайском автосалоне. Его продажи начались в июне 2017 года. Ценовой диапазон варьируется от 55000 до 65000 юаней.
После MX6 и MX5, это третья модель под брендом Fengdu. MX3 имеет два спойлера: на крыше и под стеклом.

## Технические характеристики
Dongfeng Fengdu MX3 оснащён 1,6-литровым двигателем мощностью 124 л. с., развивающим максимальную скорость 170 км/ч. Позже в моторную гамму был добавлен 1,4-литровый турбодвигатель мощностью 140 л. с.